# 阿切廖
阿切廖（義大利語：Acceglio），是意大利库内奥省的一个市镇。总面积146平方公里，人口176人，人口密度1.2人/平方公里（2009年）。ISTAT代码为004001。